# Dorothea Prühl
Dorothea Prühl (* 22. Februar 1937 in Breslau) ist eine deutsche Schmuckkünstlerin und war Hochschullehrerin. Sie lebt und arbeitet in Halle (Saale) und in dem zu Hoppenrade gehörenden Weiler Augustenberg bei Striggow in Mecklenburg.

## Leben und Werk
Dorothea Prühl verbrachte nach Flucht und Kriegswirren ihre späte Kindheit und Jugend in einem kleinen Dorf im Brandenburgischen. Sie absolvierte ein einjähriges Praktikum in den Werkstätten der Burg Giebichenstein Kunsthochschule Halle und studierte dort von 1957 bis 1962. Wichtige Lehrer waren Karl Müller, der sie in die Metallklasse aufnahm, und Lothar Zitzmann im Grundlagenstudium. Nach dem Studium arbeitete Dorothea Prühl vorübergehend als freischaffende Schmuckgestalterin. Dann leitete sie von 1962 bis 1966 die Entwicklungsabteilung des VEB Gablona Schmuckwaren in Neuheim, wo sie auch Serienschmuck entwickelte. 1966 folgte sie dem Angebot für einen Lehrauftrag an der Burg Giebichenstein und ging zurück nach Halle. Zusammen mit Renate Heintze arbeitete sie für ein neues Ausbildungskonzept, das – entgegen verordneter Orientierung am Design und ohne den Ballast werkkünstlerischer Wertvorstellungen – auf das Unikat gerichtet ist. Die Schmuckklasse konsolidierte sich an der Kunsthochschule in Halle 1974 als selbständige Studienrichtung. Dorothea Prühl leitete die Klasse ab 1994 als Professorin bis zu ihrer Emeritierung 2002.
Sie war bis 1990 Mitglied des Verband Bildender Künstler der DDR und hatte in der DDR und im Ausland eine bedeutende Zahl von Einzelausstellungen und Ausstellungsbeteiligungen, u. a. von 1962 bis 1988 von der Fünften Deutschen Kunstausstellungen bis zur X. Kunstausstellung der DDR in Dresden.
Die Künstlerin wird von der Niederländischen Galerie Marzee vertreten.

## Rezeption
„Dorothea Prühl zählt zu den führenden Schmuckkünstlern der Gegenwart. Abstrahierte Impressionen aus der Natur, Konzentration auf das Essentielle, hohe Sensibilität und plastische Kraft kennzeichnen ihre künstlerische Haltung. Sie schafft fundamentale Aussagen in Gold und Silber – aber auch in Holz, Aluminium, Titan oder Edelstahl – Impressionen, die sich in großzügigen und klaren Körpern manifestieren. Sie geht von Vorhandenem aus, spürt dessen Innerstes, den Kern auf und verleiht dieser Wesentlichkeit eine neue ästhetische Sprache – das kann eine Blume sein, der Wind, ein Haus, Vögel im Flug …“.

## Arbeiten in öffentlichen Sammlungen und Museen
- CODA Museum, Apeldoorn, NL
- Cooper Hewitt, Smithsonian Design Museum, New York, USA
- Die Neue Sammlung – The International Design Museum Munich, Dauerleihgabe der Danner-Stiftung, München, D
- Dallas Museum of Art (Gift of Deedie Potter Rose), USA
- GRASSI Museum für Angewandte Kunst, Leipzig, D
- Kulturstiftung Sachsen-Anhalt – Kunstmuseum Moritzburg Halle (Saale), D
- Marzee Collection, Nijmegen, NL
- Musée des Arts Décoratifs, Paris, F
- Museum für Angewandte Kunst Frankfurt, Frankfurt am Main, D
- Röhsska Museet / The Röhsska Museum of Design, Fashion and Decorative Arts, Göteborg, S
- Rotasa Trust Collection, California, USA
- Sammlung Burg Giebichenstein Kunsthochschule Halle, D
- Schmuckmuseum Pforzheim, D
- Staatliche Museen zu Berlin, Kunstgewerbemuseum, D
- The Helen Williams Drutt Collection / The Museum of Fine Arts, Houston, USA
- The Hiko Mizuno Collection of Jewelry, Tokyo, J
- The Metropolitan Museum of Art / The Donna Schneier Collection, New York, USA
- The RISD Museum of Art, Providence, USA
- Victoria and Albert Museum, London, GB

## Ehrungen
- 1982: Preis im DDR-Schmuckwettbewerb
- 1999: Marzee-Preis, Preis der Galerie Marzee, Niederlande
- 2009: Bayerischer Staatspreis für Gestaltung[3]
- 2019: Kunstpreis des Landes Sachsen-Anhalt.[4]
- 2024: Bayerischer Staatspreis für das künstlerische Lebenswerk

### Zu Dorothea Prühl
- Renate Luckner-Bien (Hg.): Ein Teil vom Ganzen. Schmuck von Dorothea Prühl. Halle an der Saale 1996
- Renate Luckner-Bien (Hg.): 13 Colliers – Schmuck von Dorothea Prühl. Mit einem Text von Christiane Keisch. Halle an der Saale 2000, 2. veränderte Auflage: Marie-José van den Hout [Hg.] Halle an der Saale / Nijmegen 2004, ISBN 90-73124-11-5.
- Katja Schneider (Hg.): Werkverzeichnis – Schmuck von Dorothea Prühl. Mit einem Text von Ellen Maurer Zilioli. Stiftung Moritzburg – Kunstmuseum des Landes Sachsen-Anhalt, Halle an der Saale 2004, ISBN 3-86105-142-7.
- Florian Hufnagl (Hg.): Dorothea Prühl – Colliers. Mit Texten von Florian Hufnagl und Renate Luckner-Bien. Arnoldsche Art Publishers, Stuttgart 2009, ISBN 978-3-89790-301-2.
- Prühl, Dorothea. In: Dietmar Eisold (Hrsg.): Lexikon Künstler in der DDR. Verlag Neues Leben, Berlin 2010, ISBN 978-3-355-01761-9, S. 725/726
- Dorothea Prühl, Renate Luckner-Bien: Dorothea Prühl – Ornament und Skulptur (= Schriften für das Kunstmuseum Moritzburg Halle (Saale). Bd. 21. Hrsg. Christian Philipsen.) Halle (Saale) 2020, ISBN 978-3-96502-007-8.

### Zur Schmuckklasse der Kunsthochschule Halle unter Leitung von Dorothea Prühl (Auswahl)
- Schmuck Burg Giebichenstein 1970–1992. Hrsg.: Grassimuseum Leipzig – Museum des Kunsthandwerks, Leipzig / Stuttgart 1992.
- Burg Giebichenstein – Schmuck der halleschen Schule. Galerie für angewandte Kunst München vom 22. Juli bis 10. September 1994. Heft 11 der Schriftenreihe des Bayerischen Kunstgewerbevereins.
- Schmuck Burg Giebichenstein 1970–1992. Grassimuseum Leipzig – Museum des Kunsthandwerks [Hg.] Leipzig / Stuttgart 1992.
- Feldversuch. Arbeiten von Lehrenden und Studierenden 1996 bis 1998. Fachgebiet Schmuck, Burg Giebichenstein – Hochschule für Kunst und Design Halle. Katalog zur gleichnamigen Ausstellung in der Galerie Marzee, Nijmegen, vom 22. März bis 31. Mai 1998. Burg Giebichenstein – Hochschule für Kunst und Design Halle [Hg.] Halle 1998.
- Schmuck aus der Burg Giebichenstein Hochschule für Kunst und Design Halle. Ausstellung im Saarländischen Künstlerhaus vom 21. Juni bis 5. August 2001. Saarbrücken 2001.
- Marie-José van den Hout (Hg.): Collection Feldversuch – Klasse Dorothea Prühl = The Marzee Collection. Edition Nr. 1.) Nijmegen 2004.
- Mirella Cisotto Nalon (Hg.): Pensieri preziosi 4. Gioielli natura. Dorothea Prühl e la scuola di Halle. (Catalogo della mostra 18 dicembre 2008-1 marzio 2009) Oratorio di San Rocco, Padova 2008.